# Afera podsłuchowa w Polsce

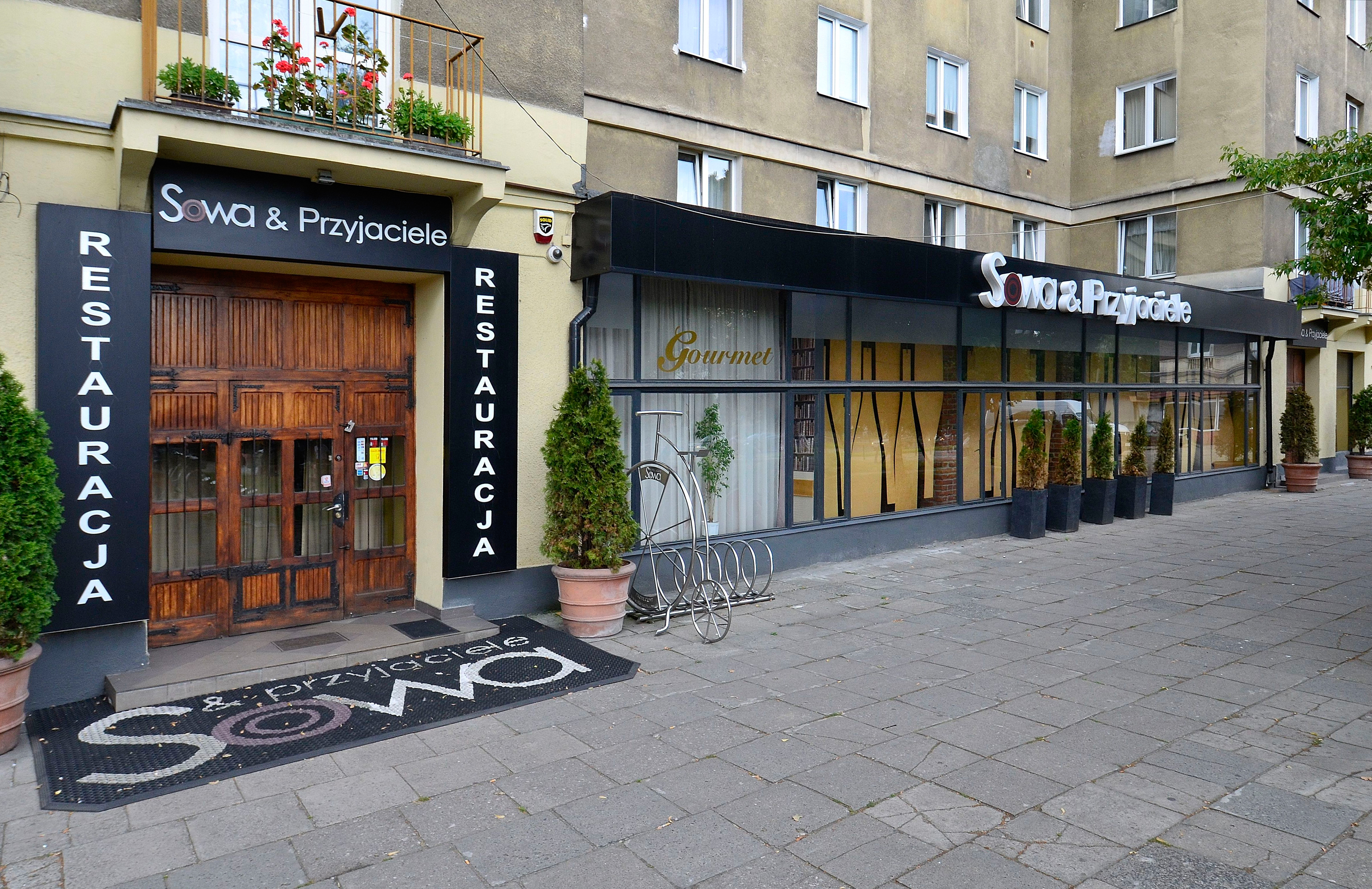
Warszawska restauracja Sowa & Przyjaciele przy ul. Gagarina 2 (róg Czerniakowskiej) – jedno z miejsc, w których nagrywano polityków

Afera podsłuchowa (taśmowa) – afera polityczna, która wybuchła 14 czerwca 2014 po publikacji w tygodniku „Wprost” stenogramów z nielegalnie podsłuchanych rozmów polityków. Nagrań dokonywano od lipca 2013 do czerwca 2014 w kilku warszawskich restauracjach, a wśród kilkudziesięciu podsłuchiwanych byli m.in. urzędujący i byli ministrowie, przedsiębiorcy oraz prezesi NBP i NIK.
Rozmowy zostały podsłuchane w restauracjach Sowa & Przyjaciele (należącej do Roberta Sowy), Amber Room w pałacyku Sobańskich oraz Osteria. Do nagrań jako pierwszy dotarł dziennikarz śledczy Piotr Nisztor.

## Przebieg afery

### Afera w 2014

#### Publikacja pierwszych nagrań
14 czerwca 2014 na stronie internetowej „Wprost” zostały ujawnione fragmenty nagrań dwóch podsłuchanych rozmów. Dwa dni później stenogramy z nagrań zostały opublikowane w papierowym wydaniu tygodnika. Wśród podsłuchanych osób był minister spraw wewnętrznych Bartłomiej Sienkiewicz, prezes NBP Marek Belka, były minister transportu Sławomir Nowak i były wiceminister finansów Andrzej Parafianowicz.
W kolejnych dniach prokuratura wszczęła śledztwo w sprawie treści rozmów Sienkiewicza i Belki (umorzone we wrześniu 2014) oraz Nowaka i Parafianowicza (umorzone w grudniu 2014).

#### Akcja prokuratury w siedzibie „Wprost”
18 czerwca 2014 do siedziby tygodnika „Wprost” wkroczył prokurator wraz z funkcjonariuszami ABW w celu uzyskania nośników zawierających nagrania podsłuchanych rozmów. Redaktor naczelny „Wprost” Sylwester Latkowski odmówił wydania komputera z nagraniami, powołując się na konieczność zachowania tajemnicy dziennikarskiej. Funkcjonariusze podjęli próbę siłowego przejęcia nagrań, ale ostatecznie opuścili budynek bez nośników. Sposób przeprowadzenia akcji został skrytykowany przez media, Helsińską Fundację Praw Człowieka, OBWE oraz Ministerstwo Sprawiedliwości. 21 czerwca 2014 pełnomocnik „Wprost” przekazał prokuraturze nośnik ze wszystkimi nagraniami.

#### Wotum nieufności dla rządu Donalda Tuska
Krótko po wybuchu afery politycy opozycyjni do rządu Donalda Tuska zażądali dymisji premiera i prezesa NBP. Prezes Prawa i Sprawiedliwości Jarosław Kaczyński zapowiedział, że jeśli rząd nie poda się do dymisji, to w Sejmie zostanie złożone wotum nieufności. Z kolei Janusz Palikot, lider partii Twój Ruch zapowiedział, że jego klub poselski złoży projekt uchwały o skróceniu kadencji Sejmu. Ruch Narodowy wezwał do protestów pod urzędami wojewódzkimi.
Premier Donald Tusk stwierdził, że nie zdymisjonuje ministrów, ponieważ byłoby to działanie pod dyktando przestępców, którzy chcą zdestabilizować polskie państwo.
25 czerwca 2014 Donald Tusk złożył w Sejmie wniosek o wyrażenie wotum zaufania dla rządu. Po kilkugodzinnej debacie Sejm w głosowaniu udzielił rządowi wotum zaufania (237 głosów za, 203 przeciw). Następnego dnia klub parlamentarny PiS złożył wniosek o konstruktywne wotum nieufności dla rządu Donalda Tuska, wskazując Piotra Glińskiego jako kandydata na premiera. 11 lipca 2014 Sejm odrzucił wnioski o wotum nieufności dla rządu i dla ministra spraw wewnętrznych Bartłomieja Sienkiewicza.

### Afera w 2015

#### Upublicznienie akt sprawy
W dniach 8–9 czerwca 2015 biznesmen Zbigniew Stonoga opublikował na Facebooku ponad 3 tysiące zdjęć fotokopii akt z postępowania ws. afery podsłuchowej. W Internecie znalazły się zeznania świadków i wyjaśnienia podejrzanych, dowody w śledztwie (m.in. fotografie sprzętu podsłuchowego), a także dane osobowe, adresy i numery PESEL (m.in. szefa CBA Pawła Wojtunika). Dziennikarze ustalili, że zgodę na wykonywanie fotokopii akt miało co najmniej kilka osób, w tym podejrzani oraz poszkodowani, a także pracownicy prokuratury i ABW.

#### Dymisje w rządzie Ewy Kopacz
10 czerwca 2015 premier Ewa Kopacz ogłosiła, że w związku z aferą do dymisji podali się: minister zdrowia Bartosz Arłukowicz, minister sportu i turystyki Andrzej Biernat, minister skarbu państwa Włodzimierz Karpiński, wiceministrowie Tomasz Tomczykiewicz, Rafał Baniak i Stanisław Gawłowski, koordynator służb specjalnych Jacek Cichocki oraz szef Zespołu Doradców Politycznych Prezesa Rady Ministrów Jacek Rostowski. Wszystkie dymisje zostały przyjęte. Tego samego dnia rezygnację z funkcji marszałka Sejmu zapowiedział Radosław Sikorski (zrezygnował 23 czerwca 2015).

### Postępowanie karne

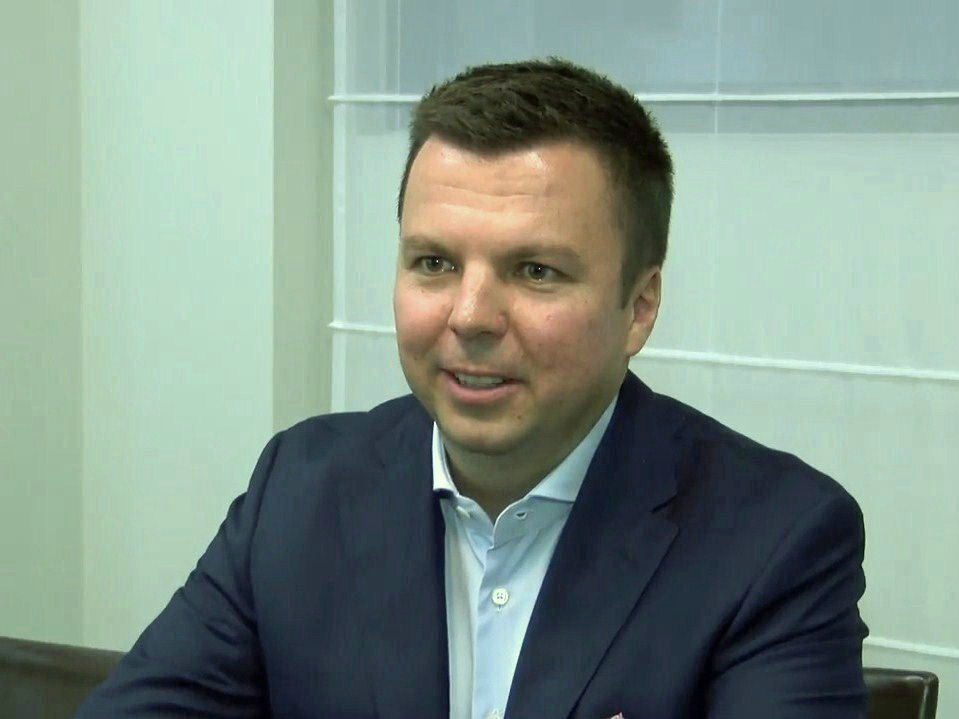
Marek Falenta (2014)

W związku z aferą prokuratura zatrzymała cztery osoby, w tym przedsiębiorcę Marka Falentę. Osobom tym postawiono zarzuty założenia nielegalnych podsłuchów.
29 grudnia 2016 Sąd Okręgowy w Warszawie skazał Marka Falentę na karę 2,5 roku bezwzględnego pozbawienia wolności. Kelnerzy Konrad Lassota i Krzysztof Rybka zostali skazani na kary 10 miesięcy pozbawienia wolności w zawieszeniu na 3 lata oraz na kary grzywny. W przypadku czwartego z oskarżonych (którego tożsamość nie została podana do publicznej wiadomości) sąd odstąpił od wymierzenia kary i zobowiązał oskarżonego do wpłaty 50 tysięcy złotych na cel społeczny. Wyrok Marka Falenty uprawomocnił się w grudniu 2017. 31 stycznia 2018 Sąd Apelacyjny w Warszawie podtrzymał wyrok, odrzucając odroczenie wykonania kary m.in. ze względu na zły stan zdrowia skazanego. Falenta otrzymał wezwanie do stawienia się 23 maja 2018 do odbycia kary w zakładzie penitencjarnym na warszawskim Grochowie. Następnie termin był kilkakrotnie odraczany.
We wrześniu 2018 śledztwo dziennikarskie ujawniło powiązania Marka Falenty z rosyjskimi służbami, w tym z ludźmi z otoczenia Władimira Putina.
Falenta nie stawił się do odbycia kary i zaczął się ukrywać, w związku z czym wydano za nim europejski nakaz aresztowania. Został zatrzymany 5 kwietnia 2019 w Hiszpanii. Na początku czerwca 2019 został samolotem ekstradowany do Polski i osadzony w zakładzie penitencjarnym. Po osadzeniu napisał list do polityków PiS, których uznał za współwinnych doprowadzenia do afery. Zażądał ułaskawienia przez prezydenta Dudę, grożąc w razie niespełnienia żądań ujawnienia osób, które miały współpracować z nim w kompromitacji polityków PO. Wymienił w liście 12 nazwisk takich osób, w tym Jarosława Kaczyńskiego, Mariusza Kamińskiego, Macieja Wąsika i Ernesta Bejdę. List ujawniła „Rzeczpospolita”. Politycy związani z PiS podkreślali znikomą wiarygodność Falenty, komentatorzy niesympatyzujący z partią zwracali uwagę na spójność przekazanych przez Falentę informacji z wcześniejszymi zaniedbaniami władzy w wyjaśnieniu afery.

## Lista podsłuchanych osób i opublikowanych nagrań

### Lista podsłuchanych osób
Lista osób, których rozmowy zostały podsłuchane i opublikowane. Podano funkcje pełnione w okresie prowadzenia podsłuchów lub w momencie ujawnienia nagrań.
- Bartosz Arłukowicz[38] – minister zdrowia (2011–2015)
- Marek Belka[39] – prezes Narodowego Banku Polskiego (2010–2016)
- Elżbieta Bieńkowska[40] – minister rozwoju regionalnego (2007–2013), a następnie wiceprezes Rady Ministrów oraz minister infrastruktury i rozwoju (2013–2014)
- Sławomir Cytrycki[39] – szef Gabinetu Prezesa NBP (2010–2016)
- Zdzisław Gawlik[41] – sekretarz stanu w Ministerstwie Skarbu Państwa (2013–2015)
- Stanisław Gawłowski[41] – sekretarz stanu w Ministerstwie Środowiska (2007–2015)
- Olgierd Geblewicz[38] – marszałek województwa zachodniopomorskiego (od 2010)
- Paweł Graś[42][43][44] – sekretarz stanu w Kancelarii Prezesa Rady Ministrów (2009–2014) oraz rzecznik prasowy Rady Ministrów (2009–2014)
- Zbigniew Jagiełło[45] – prezes zarządu PKO Banku Polskiego (od 2009)
- Marian Janicki[43] – generał dywizji, wcześniej szef Biura Ochrony Rządu (2007–2013)
- Ryszard Kalisz[46] – poseł (2001–2015)
- Włodzimierz Karpiński[41][43] – minister skarbu państwa (2013–2015)
- Krzysztof Kilian[45] – prezes zarządu Polskiej Grupy Energetycznej (2012–2013)
- Dariusz Jacek Krawiec[42] – prezes zarządu i dyrektor generalny koncernu PKN Orlen (2008–2015)
- Jan Kulczyk[44][47] – przedsiębiorca
- Krzysztof Kwapisz[38] – przedsiębiorca
- Aleksander Kwaśniewski[46][48] – były prezydent Polski (1995–2005)
- Krzysztof Kwiatkowski[47] – prezes Najwyższej Izby Kontroli (2013–2019)
- Bogusława Matuszewska[45] – wiceprezes zarządu Polskiej Grupy Energetycznej (2012–2013)
- Jerzy Mazgaj[43] – przedsiębiorca
- Szymon Milczanowski[49]
- Leszek Miller[48] – przewodniczący SLD (2011–2016), poseł (2011–2015)
- Tomasz Misiak[50] – przedsiębiorca, wcześniej senator (2005–2011)
- Mateusz Morawiecki[45] – prezes zarządu Banku Zachodniego WBK (2007–2015), następnie wiceprezes Rady Ministrów (2015–2017), minister rozwoju (2015–2016), minister rozwoju i finansów (2016–2018), premier (2017–2023)
- Sławomir Nowak[49][51] – poseł (2001–2015), wcześniej minister transportu, budownictwa i gospodarki morskiej (2011–2013)
- Andrzej Parafianowicz[51] – podsekretarz stanu w Ministerstwie Finansów (2007–2013), a następnie wiceprezes zarządu ds. korporacyjnych Polskiego Górnictwa Naftowego i Gazownictwa (2013–2014)
- Jacek Protasiewicz[50] – poseł do Parlamentu Europejskiego (2004–2014), poseł (od 2015)
- Jacek Rostowski[52] – minister finansów (2007–2013), a następnie szef Zespołu Doradców Politycznych Prezesa Rady Ministrów (2015)
- Bartłomiej Sienkiewicz[39] – minister spraw wewnętrznych i koordynator służb specjalnych (2013–2014)
- Radosław Sikorski[47][52] – minister spraw zagranicznych (2007–2014), a następnie marszałek Sejmu (2014–2015)
- Kazimierz Sowa[43] – duchowny
- Piotr Wawrzynowicz[41][47] – przedsiębiorca
- Maciej Witucki[50] – przewodniczący Rady Nadzorczej Orange Polska (od 2013), członek Rady Nadzorczej PLL LOT (2013–2015)
- Paweł Wojtunik[40] – szef Centralnego Biura Antykorupcyjnego (2009–2015)
- Dariusz Zawadka[51] – pułkownik, wiceprezes zarządu Przedsiębiorstwa Eksploatacji Rurociągów Naftowych (PERN) „Przyjaźń” (2013–2016)

### Nagrania opublikowane w 2014

#### Nagrania opublikowane 14–16 czerwca 2014
Nagrania opublikowane przez tygodnik „Wprost” w dniach 14–16 czerwca 2014.
Pierwsza rozmowa odbyła się w lipcu 2013 pomiędzy Bartłomiejem Sienkiewiczem a Markiem Belką. W dyskusji brał też udział Sławomir Cytrycki. Przedmiotem rozmowy było finansowanie deficytu budżetowego przez NBP i odwołanie ówczesnego ministra finansów Jacka Rostowskiego. 19 czerwca 2014 „Wprost” opublikował na swojej stronie internetowej nagranie z całej rozmowy.
Druga rozmowa odbyła się w lutym 2014 pomiędzy Sławomirem Nowakiem a Andrzejem Parafianowiczem. W dyskusji brał też udział Dariusz Zawadka. Przedmiotem rozmowy była m.in. kontrola skarbowa prowadzona u żony Nowaka.

#### Nagrania opublikowane 22–23 czerwca 2014
22 czerwca 2014 w różnych mediach zaczęły być ujawniane fragmenty nagrań kolejnych rozmów pomiędzy politykami. 23 czerwca 2014 „Wprost” opublikował stenogramy z tych rozmów.
W pierwszej rozmowie brał udział Radosław Sikorski i Jacek Rostowski. W trakcie dyskusji Sikorski wypowiadał się krytycznie o polsko-amerykańskiej współpracy, dającej według niego fałszywe poczucie bezpieczeństwa.
Druga rozmowa odbyła się w lutym 2014 pomiędzy Pawłem Grasiem a Dariuszem Jackiem Krawcem. Rozmowa dotyczyła między innymi planów obchodów rocznicy wyborów parlamentarnych w 1989, a także ewentualnego kandydowania Donalda Tuska na stanowiska w Unii Europejskiej.
W trzeciej rozmowie brał udział Dariusz Jacek Krawiec, Włodzimierz Karpiński i Zdzisław Gawlik. Czwarta rozmowa odbyła się pomiędzy Piotrem Wawrzynowiczem a Stanisławem Gawłowskim. Ponadto „Wprost” ujawnił nowe fragmenty stenogramów z rozmowy Nowaka z Parafianowiczem i Zawadką.

### Nagrania opublikowane w 2015

#### Nagranie opublikowane 17–18 maja 2015
17 maja 2015 dziennikarze tygodnika „Do Rzeczy” podali na stronie internetowej czasopisma, że są w posiadaniu nagrania z 5 czerwca 2014 między Elżbietą Bieńkowską a Pawłem Wojtunikiem. Następnego dnia fragmenty rozmowy zostały opublikowane w papierowym wydaniu tygodnika. Rozmowa Bieńkowskiej z Wojtunikiem została nagrana w restauracji Sowa & Przyjaciele i zdaniem części komentatorów wskazywała na zlecenie przez ministra spraw wewnętrznych Bartłomieja Sienkiewicza podpalenia budki policyjnej przy ambasadzie Rosji podczas Marszu Niepodległości (11 listopada 2013). Rzecznik CBA Jacek Dobrzyński taką interpretację nazwał manipulacją stwierdzając, że w przytaczanej części rozmowy chodzi o koncepcję zabezpieczenia Marszu Niepodległości. Ponadto Wojtunik oferował nocleg w ośrodku konferencyjnym w Lucieniu po preferencyjnych cenach.

#### Nagranie opublikowane 5–6 lipca 2015
5 lipca 2015 tygodnik „Do Rzeczy” opublikował na swojej stronie internetowej fragmenty rozmowy z 6 października 2013, która odbyła się w restauracji Sowa & Przyjaciele między Aleksandrem Kwaśniewskim, Ryszardem Kaliszem i dwoma innymi mężczyznami. Następnego dnia tygodnik opublikował obszerniejsze fragmenty nagrań w wersji papierowej. W podsłuchanej dyskusji Kalisz sugerował, że ma informacje od ówczesnego szefa SKW Janusza Noska na temat sprawy korupcyjnej, w którą mógł być zamieszany minister obrony narodowej Tomasz Siemoniak.
SKW wydało oświadczenie, że Nosek nie przekazywał Kaliszowi żadnych informacji.

#### Nagrania opublikowane 21 października 2015
21 października 2015 Telewizja Republika opublikowała stenogramy z kilku rozmów między Janem Kulczykiem a Krzysztofem Kwiatkowskim, Radosławem Sikorskim i Piotrem Wawrzynowiczem. Przedmiotem rozmów była m.in. sprawa prywatyzacji spółki Ciech S.A. O nagraniu rozmowy Kulczyka z Kwiatkowskim wcześniej informował „Wprost” (w czerwcu 2014). 17 czerwca 2014 Kwiatkowski zawiadomił Agencję Bezpieczeństwa Wewnętrznego o treści swojej rozmowy z Kulczykiem.

#### Nagranie opublikowane 17 listopada 2015
17 listopada 2015 Radio Zet opublikowało stenogram z rozmowy między Mateuszem Morawieckim, Zbigniewem Jagiełło, Krzysztofem Kilianem i Bogusławą Matuszewską. Rozmowa została nagrana w kwietniu 2013 i dotyczyła m.in. państwowego wsparcia finansowego dla Polskich Linii Lotniczych LOT.

### Nagrania opublikowane w latach 2016–2018

#### Nagranie opublikowane 25 kwietnia 2016
25 kwietnia 2016 tygodnik „Do Rzeczy” opublikował stenogram z rozmowy Pawła Grasia z Janem Kulczykiem. Rozmowa miała miejsce w Pałacyku Sobańskich w kwietniu 2014 i dotyczyła m.in. gazety „Fakt” i jej ówczesnego redaktora naczelnego Grzegorza Jankowskiego.

#### Nagrania opublikowane w 2017
9 czerwca 2017 kanał informacyjny TVP Info opublikował nagrania i stenogramy z kilku rozmów, w których brali udział: Paweł Graś, Włodzimierz Karpiński, Marian Janicki, Jerzy Mazgaj i Kazimierz Sowa. Rozmowy miały miejsce w restauracji „Sowa & Przyjaciele” w lutym 2014.
8 i 23 sierpnia 2017 kanał TVP Info opublikował stenogramy z rozmowy, która miała miejsce w lutym 2014 pomiędzy Radosławem Sikorskim i Dariuszem Jackiem Krawcem.

#### Nagrania opublikowane w 2018
2 października 2018 portal internetowy Onet.pl opublikował nagranie z całej rozmowy, której fragmenty pojawiały się w mediach od 2015. Rozmowa miała miejsce w 2013, a brali w niej udział: Mateusz Morawiecki, Zbigniew Jagiełło, Krzysztof Kilian oraz Bogusława Matuszewska.
4 i 8 października 2018 kanał informacyjny TVP Info opublikował nagrania z rozmowy, w której uczestniczył Sławomir Nowak oraz Szymon Milczanowski. W kolejnych dniach TVP Info opublikował też nagrania z rozmowy Bartosza Arłukowicza, Olgierda Geblewicza i Krzysztofa Kwapisza.
5 listopada 2018 TVP Info opublikował treść rozmowy pomiędzy Aleksandrem Kwaśniewskim a Leszkiem Millerem, o istnieniu której w 2015 informował „Wprost”. 17 listopada 2018 TVP Info opublikował rozmowę z 8 września 2013, w której brali udział: Paweł Graś, Tomasz Misiak, Jacek Protasiewicz i Maciej Witucki.

### Inne rozmowy
W lutym 2015 CBA przekazało prokuraturze płytę z 11 wcześniej nieznanymi podsłuchanymi rozmowami. W sierpniu 2015 „Gazeta Wyborcza” podała, że sprawcy mogli podsłuchać rozmowę ówczesnego premiera Donalda Tuska z Janem Kulczykiem.

### Listy Marka Falenty
10 czerwca 2019 roku Rzeczpospolita opublikowała list wysłany przez Marka Falentę do Andrzeja Dudy.

W hiszpańskim więzieniu „gnije” człowiek, który wierzył w sprawę pt. Polska uczciwa i sprawiedliwa. Zrobił, co do niego należało, wywiązał się ze wszystkich złożonych obietnic i został okrutnie oszukany przez ludzi wywodzących się z Pana formacji. Obiecali wiele korzyści i łupów politycznych. Czekałem lata codziennie łudzony, że niebawem nadejdzie dzień, w którym zostanę przez Pana ułaskawiony. Nie widać nadziei na jego nadejście. Proszę potraktować ten list jako ostatnią szansę na porozumienie się ze mną. Nie zamierzam umierać w samotności. Ujawnię zleceniodawców i wszystkie szczegóły

12 czerwca 2019 Gazeta Wyborcza opublikowała fragmenty listu, który Marek Falenta miał napisać w lutym do prezesa Prawa i Sprawiedliwości Jarosława Kaczyńskiego. Biznesmen przekonywał w nim, że pomógł PiS wygrać wybory, a za odsunięcie PO od władzy, funkcjonariusze CBA obiecywali mu bezkarność.

Panie Prezesie, od kilku lat ludzie z Pana politycznego obozu mamią mnie obietnicami pomocy, ułaskawienia i amnestii. Tłumaczą, że jest ciężko, bo jest wiele frakcji i wszyscy się kłócą. Nie chcę żadnych nagród. Chcę móc normalnie żyć w normalnym kraju (...). Pan jest jedynym, który może to sprawić. Ma Pan odwagę oraz odpowiednią władzę do tego, aby mi pomóc. Razem z polskimi służbami od kilkunastu lat tępiłem liczne przykłady rozkradania majątku państwowego. Mogą to potwierdzić liczni funkcjonariusze polskich służb, m.in. Panowie Jarosław Wojtycki, szef warszawskiej delegatury CBA, i pełnomocnik szefa CBA Artur Chudziński. [kelnerzy zeznali, że to Falenta namówił ich na rejestrowanie rozmów], od początku przyszedłem z tymi informacjami, jeszcze przed aferą, do Pana byłego skarbnika Stanisława Kostrzewskiego, któremu jako pierwszemu pokazałem pozyskane nagrania u mnie w biurze. Zatrudniłem wtedy jego siostrzenicę. Potem spotkaliśmy się u Pana w siedzibie przy ul. Nowogrodzkiej. To on skontaktował mnie z agentami służb CBA z Wrocławia i ABW z Katowic, którym otwarcie pokazałem, jaki materiał pozyskałem. Poprosili o kontynuację tej operacji, co też wykonałem. Wszystko jest dokładnie opisane w tajnych raportach CBA. W tajnej bazie operacyjnej CBA w okolicach Płocka uzgodniłem, że przekażę cały pozyskany materiał. Przekazanie nastąpiło poprzez wprowadzenie informacji z nagrań do systemu operacyjnego CBA przez agentów CBA z wykorzystaniem jako źródła Pana [tu pada pseudonim operacyjny]. Miałem świadomość, że przekazany materiał będzie ujawniony i wykorzystany do wygrania przez pana partię oraz prezydenta wyborów. Dzięki Bogu tak się stało! Wbrew temu, co wygłasza opozycja, dla naszego kraju nastąpiła prawdziwa »dobra zmiana«. Jestem dumny, że mogłem przyłożyć do tego rękę. Pieniądze, które były do 2014 r. rozkradane, zostały skierowane do szerokiej rzeszy potrzebujących ludzi.

## Afera podsłuchowa w kulturze masowej
Afera podsłuchowa jest tematem piosenek „Coś się nagrało” zespołu Babilon oraz „Rozmowy u Sowy” autorstwa Pawła Kukiza (album Zakazane piosenki). O aferze podsłuchowej powstały książki: „Afera podsłuchowa. Taśmy Wprost” Sylwestra Latkowskiego i Michała Majewskiego oraz „Jak rozpętałem aferę taśmową” Piotra Nisztora, a także książka Grzegorza Rzeczkowskiego „Obcym alfabetem. Jak ludzie Kremla i PiS zagrali podsłuchami”.